# AD Confiança
Az brazil Associação Desportiva Confiança, röviden Confiança, sportegyesületet 1936. május 1-én Aracajuban hozták létre. A labdarúgáson kívül futsal- és kézilabda-szakosztályt is működtetnek. A Sergipano állami bajnokság és az országos harmadosztály, a Série C küzdelmeiben vesz részt.

## Sikerlista

### Állami
- 21-szeres Sergipano bajnok: 1951, 1954, 1962, 1963, 1965, 1968, 1976, 1977, 1983, 1986, 1988, 1990, 2000, 2001, 2002, 2004, 2008, 2009, 2014, 2015, 2017

- 4-szeres Copa Sergipano győztes: 2003, 2005, 2008, 2012

## Játékoskeret
2018-tól 
| # |     | Poszt | Név           |
| - | --- | ----- | ------------- |
|   | BRA | K     | Jean          |
|   | BRA | K     | Genivaldo     |
|   | BRA | K     | Henrique      |
|   | BRA | V     | Renato Camilo |
|   | BRA | V     | Adriano Apodi |
|   | BRA | V     | Ângelo        |
|   | BRA | V     | Radar         |
|   | BRA | V     | Weverton      |
|   | BRA | V     | João Neto     |
|   | BRA | KP    | Neguinho      |
|   | BRA | KP    | Everton       |
|   | BRA | KP    | Raí           |
|   | BRA | KP    | Gilsinho      |

| # |     | Poszt | Név             |
| - | --- | ----- | --------------- |
|   | BRA | KP    | Flávio Carneiro |
|   | BRA | KP    | Ítalo Melo      |
|   | BRA | KP    | Rafael Vila     |
|   | BRA | KP    | Jardel          |
|   | BRA | KP    | Fabrício        |
|   | BRA | KP    | Diogo           |
|   | BRA | KP    | Lucas Vinicius  |
|   | BRA | CS    | Tito            |
|   | ARG | CS    | Carlos Frontini |